# Хитай, Эралда
Эралда Хитай (родилась 6 июня 1987 года.) в городе Тирана, Албания и представляла Албанию на конкурсе Мисс Вселенная 2006 .